# Woodburn (Oregon)
Woodburn ist eine Stadt im Marion County, US-Bundesstaat Oregon. Sie hat etwa 26.013 Einwohner (Volkszählung 2020, U.S. Census Bureau) und liegt in der Metropolregion Salem (Salem Metropolitan Statistical Area). Diejenigen, die sich als hispanisch oder lateinamerikanisch identifizieren, bilden die Mehrheit der Bevölkerung in der Stadt, vorwiegend aufgrund von Migration aus Mexiko. Das Gebiet von Woodburn hat auch eine bedeutende historische Bevölkerung von russisch-orthodoxen Altgläubigen, deren Vorfahren sich hier nach der Oktoberrevolution von 1917 niederließen.

## Geographie
Ursprünglich hieß die Stadt Halsey und entstand als Siedlung entlang der Oregon and California Railroad, aber der Name wurde in Woodburn geändert, da es weiter unten im Tal bereits einen Ort mit dem Namen Halsey gab. Der Name Woodburn entstand nach einer Brandrodung, die außer Kontrolle geriet und in den 1880er Jahren einen nahegelegenen Wald niederbrannte, nachdem die Eisenbahnlinie durch das Gebiet verlegt worden war. Ein Bahnbeamter wurde Zeuge des Feuers und benannte die Gemeinde um. Die Siedlung wurde am 20. Februar 1889 von der Gesetzgebenden Versammlung von Oregon eingemeindet.

## Demografie
Nach der Schätzung von 2019 leben in Woodburn 26.736 Menschen. Die Bevölkerung teilte sich im selben Jahr auf in 73,0 % Weiße, 0,6 % Afroamerikaner, 0,8 % amerikanische Ureinwohner, 0,7 % Asiaten und 3,8 % mit zwei oder mehr Ethnizitäten. Hispanics oder Latinos aller Ethnien machten 56,8 % der Bevölkerung aus. Das mittlere Haushaltseinkommen lag bei 50.093 US-Dollar und die Armutsquote bei 18 %.
| Jahr | Einwohner¹ |
| ---- | ---------- |
| 1950 | 2.395      |
| 1960 | 3.120      |
| 1970 | 7.495      |
| 1980 | 11.196     |
| 1990 | 13.404     |
| 2000 | 20.100     |
| 2010 | 24.080     |
| 2020 | 26.013     |

¹ 1950 – 2020: Volkszählungsergebnisse

## Infrastruktur
Die Interstate 5 verbindet die Stadt mit den großen Städten im Norden und Süden. Die Oregon-Routen 211, 214, 219 und 99E bedienen die Stadt ebenso wie die Güterbahnlinien von Union Pacific Railroad und Willamette Valley Railway.